# 6748 Bratton
6748 Bratton è un asteroide della fascia principale. Scoperto nel 1995, presenta un'orbita caratterizzata da un semiasse maggiore pari a 2,4706792 UA e da un'eccentricità di 0,1600085, inclinata di 4,11025° rispetto all'eclittica.